# Stilobezzia lateralis
Stilobezzia lateralis är en tvåvingeart som först beskrevs av Johann Wilhelm Meigen 1838.  Stilobezzia lateralis ingår i släktet Stilobezzia och familjen svidknott. Inga underarter finns listade i Catalogue of Life.